# Saint-Remy-la-Calonne
Saint-Remy-la-Calonne település Franciaországban, Meuse megyében. Lakosainak száma 99 fő (2022. január 1.). Saint-Remy-la-Calonne Combres-sous-les-Côtes, Dommartin-la-Montagne, Les Éparges, Herbeuville, Mouilly és Vaux-lès-Palameix községekkel határos.

## Népesség
A település népessége az elmúlt években az alábbi módon változott:
| Lakosok száma | 50   | 44   | 47   | 69   | 106  | 108  | 103  | 104  | 102  | 99   |
|               | 1968 | 1982 | 1990 | 2006 | 2013 | 2015 | 2017 | 2019 | 2020 | 2022 |